# Grainne Murphy
Grainne Murphy (Weixford, 26 marzo 1993) è una nuotatrice irlandese.
Ha conquistato l'argento nei 1500 m stile libero ai campionati europei di nuoto 2010 di Budapest e migliorato il proprio record nazionale irlandese.

## Palmarès
- Europei

Budapest 2010: argento nei 1500m sl.
- Europei in vasca corta

Eindhoven 2010: bronzo nei 400m sl e negli 800m sl.
- Europei giovanili

Praga 2009: oro negli 800m sl, nei 200m misti e nei 400m misti e bronzo nei 1500m sl.